# Lituénigo
Lituénigo è un comune spagnolo di 116 abitanti situato nella comunità autonoma dell'Aragona.